# La Salud, Kuba
La Salud är en ort i Kuba.   Den ligger i provinsen Provincia Mayabeque, i den västra delen av landet, 29 km söder om huvudstaden Havanna. La Salud ligger 61 meter över havet och antalet invånare är 28 796.
Terrängen runt La Salud är platt. Runt La Salud är det ganska tätbefolkat, med 96 invånare per kvadratkilometer. Närmaste större samhälle är Boyeros, 15,4 km norr om La Salud. Trakten runt La Salud består till största delen av jordbruksmark.